# Ketoza krów
Ketoza krów – choroba metaboliczna bydła.
Występuje w krótkim czasie po ocieleniu. Wynika ona z błędów żywieniowych, zwłaszcza większego zapotrzebowania energetycznego krów wysoko wydajnych mlecznie, które przewyższa zwykle ilość energii pobranej z paszy. Dotyczy to głównie krów nadmiernie otłuszczonych, których organizm sięga do rezerw zgromadzonych w tkance tłuszczowej. Skutkuje to wzrostem stężenia we krwi wolnych, niezestryfikowanych kwasów tłuszczowych, co wpływa ujemnie na pobranie paszy, w tym energii z węglowodanów. Powoduje to zmniejszenie poziomu glukozy we krwi. Ujemny bilans energii i zaburzenia przemiany węglowodanowo-tłuszczowej mogą prowadzić do stłuszczenia wątroby i upośledzenia jej funkcji.
W hodowli bydła mlecznego bardzo istotne jest monitorowanie stada w celu jak najszybszego wykrycia objawów chorobowych. W postaci klinicznej ketozy krowy nie chcą pobierać pasz treściwych, następnie kiszonek i siana. Krowy chore przestają interesować się otoczeniem, nie wstają, chwieją się, wykazują parcie do przodu, zgrzytają zębami, mogą mieć objawy szału, ryczą. W mleku krów zmagających się z ketozą pojawia się większa ilość tłuszczu, przy jednoczesnym obniżeniu poziomu białka.
Aby zapobiec ketozie należy stosować pasze prawidłowo zbilansowane pod względem energii, unikać nadmiernego otłuszczenia krów, nie stosować pasz ketogennych oraz kiszonek złej jakości. Profilaktyka specjalistyczna polega na podawaniu dwa razy dziennie glikolu.